# Ermita de los Mártires (Garciaz)
La Ermita de los Mártires se encuentra en el paraje de Las Cañadas, en término municipal de Garciaz, provincia de Cáceres. Parte del edificio de la antigua ermita aún se conserva sirviendo de almacén. La antigua ermita estaba dedicada a los Santos Mártires Fabián y Sebastián. 
Parece ser que se trataba de un edificio de una sola nave con cabecera poligonal, con cubierta a dos aguas realizado en pizarra irregular unida con mortero de cal y barro. Los vanos estarían recercados de piezas de granito tallado. El edificio sirvió como cementerio en torno a 1813 y posteriormente fue abandonado su uso religioso.